# Mateo
Mateo är en ort i Honduras.   Den ligger i departementet Departamento de Francisco Morazán, i den sydvästra delen av landet, 12 km väster om huvudstaden Tegucigalpa. Mateo ligger 1 127 meter över havet och antalet invånare är 1 021.
Terrängen runt Mateo är huvudsakligen kuperad. Mateo ligger nere i en dal. Runt Mateo är det mycket tätbefolkat, med 6 711 invånare per kvadratkilometer. Närmaste större samhälle är Tegucigalpa, 11,8 km öster om Mateo. 